# Ipomoea pulcherrima
Ipomoea pulcherrima  es una especie de planta con flor en la familia de las  Convolvulaceae. 

## Distribución
Es endémica de Perú. Arbusto conocido de una localidad entre las cuencas del río Pachachaca y del río Pampas, donde fue recolectado en fragmentos de bosque seco. Aparentemente, no ha vuelto a ser recolectada desde 1911.

## Taxonomía
Ipomoea pulcherrima  fue descrito por Simon Jan van Ooststroom y publicado en Recueil des Travaux Botaniques Néerlandais 30: 206. 1933.
Etimología
Ipomoea: nombre genérico que procede del griego ips, ipos = "gusano" y homoios = "parecido", por el hábito voluble de sus tallos. 
pulcherrima: epíteto latíno que significa "la más bonita".
Sinonimia